# 福島県道112号富岡大越線
福島県道112号富岡大越線（ふくしまけんどう112ごう とみおかおおごえせん）は、福島県双葉郡富岡町から田村市に至る一般県道。重複区間が多い。

## 路線概要
- 起点：双葉郡富岡町小浜（月の下交差点）
- 終点：田村市大越町上大越
- 総延長：50.453 km
  - 実延長：30.131 km[1]
- 路線認定年月日：1959年8月31日[2]

### 道路施設
三春街道跨線橋
- 全長：23.5 m
- 幅員：6.0(11.0) m
- 形式：PCプレテン中空床版桁橋
- 竣工：2004年度

富岡町本岡字大塚にてJR常磐線を渡る。旧橋梁の幅員が狭小で、線形も屈曲していたためにこれらの改良のために架け替えられた。道路幅員は11.0 mであるが、幅の広い橋梁を対角線状に斜めに県道路線が通り、その他の部分にはポールで区切られたデッドスペースも生じているため、実際には22.8
mの橋梁幅員がある。総工費は2億2700万円。
柿内橋
- 全長：34.2m
- 幅員：8.0m
- 竣工：1980年[4]

川内村上川内字沼畑、字中里に位置し、二級水系木戸川水系楢生川を渡る。
平伏橋
- 全長：30.1m
- 幅員：6.0m
- 竣工：1961年[4]

川内村上川内字字柳橋、字水渡に位置し、二級水系木戸川を渡る。
下原橋
- 全長：20.1m
- 幅員：6.0m
- 竣工：1960年[4]

川内村上川内字下原に位置し、二級水系木戸川を渡る。
前谷地橋
- 全長：25.0m
- 幅員：7.0m
- 竣工：1973年[4]

川内村上川内字下原に位置し、二級水系木戸川を渡る。

## 通過する自治体
- 双葉郡富岡町 - 川内村 - 田村市

## 接続・交差する道路
- 富岡町内
  - 国道6号・福島県道163号富岡停車場線（起点・月の下交差点）
  - 福島県道243号小浜上郡山線
  - 福島県道35号いわき浪江線（重複区間あり 大字上手岡）
  - 福島県道36号小野富岡線（重複区間あり 富岡町大字上手岡 - 川内村大字上川内）
- 川内村内
  - 福島県道250号下川内竜田停車場線（大字下川内）
  - 国道399号（重複区間あり 大字下川内 - 大字上川内）
- 田村市内
  - 福島県道302号柳渡戸常葉線（常葉町堀田）
  - 福島県道381号あぶくま洞都路線（重複区間あり 常葉町堀田 - 大越町早稲川）
  - 福島県道19号船引大越小野線（終点）